# Piprini
Piprini – plemię ptaków z podrodziny gorzyków (Piprinae) w rodzinie gorzykowatych (Pipridae).

## Występowanie
Plemię obejmuje gatunki występujące w Ameryce Środkowej i Południowej.

## Systematyka
Do plemienia należą następujące rodzaje:
- Xenopipo Cabanis, 1847
- Chloropipo Cabanis & F. Heine Sr., 1860
- Heterocercus P.L. Sclater, 1862
- Manacus Brisson, 1760 – jedynym przedstawicielem jest Manacus manacus (Linnaeus, 1766) – manakin brodaty
- Pipra Linnaeus, 1764
- Machaeropterus Bonaparte, 1854
- Pseudopipra Kirwan, David, Gregory, Jobling, Steiheimer & Rocha Brito, 2016 – jedynym przedstawicielem jest Pseudopipra pipra (Linnaeus, 1758) – gorzyk białogłowy
- Ceratopipra Bonaparte, 1854
- Cryptopipo Ohlson, Fjeldså & Ericson, 2013
- Lepidothrix Bonaparte, 1854